# Comair (entreprise)
Pour les articles homonymes, voir Comair et COM.

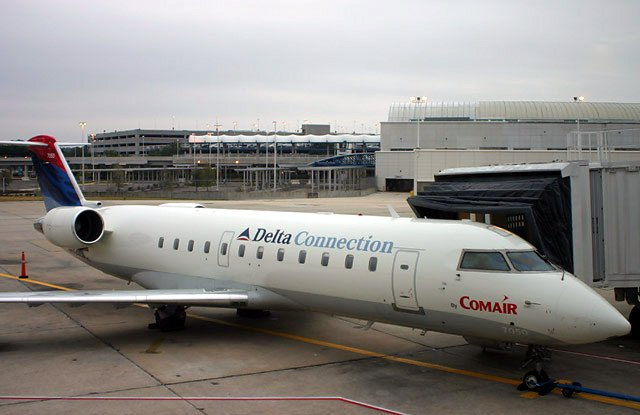
Bombardier CRJ-100 de Comair

Comair Inc. (Code AITA : OH ; code OACI : COM) était une compagnie aérienne régionale, filiale à 100 % de l'américaine Delta Air Lines. Elle a cessé ses activités en 2012.

## Histoire
Fondée en mars 1977, Comair est propriété à 100 % de Delta Air Lines depuis fin 1999.

## Destinations desservies
Comair dessert les destinations suivantes (en janvier 2005) :
Akron/Canton, Albany, Allentown/Bethlehem/Easton, Appleton, Atlanta, Atlantic City, Austin, Baltimore, Bangor, Binghamton, Birmingham, Boston, Buffalo, Burlington, Cedar Rapids, Charleston (Caroline du Sud), Charleston (Virginie-Occidentale), Charlotte, Charlottesville, Chattanooga, Chicago, Cincinnati, Cleveland, Colorado Springs, Columbia, Columbus, Dayton, Daytona Beach, Denver, Des Moines, Détroit, Erie, Evansville[Lequel ?], Fayetteville, Flint, Fort Lauderdale, Fort Myers, Fort Wayne, Grand Rapids, Green Bay, Greensboro/High Point, Greenville, Harrisburg, Houston, Huntington, Huntsville, Indianapolis, Jackson, Jacksonville, Kalamazoo, Kansas City, Knoxville, Lansing, Lexington, Little Rock, Louisville, Madison, Manchester, Melbourne, Memphis, Miami, Milwaukee, Minneapolis/St Paul, Moline, Myrtle Beach, Nashville, New York, Newburgh, La Nouvelle-Orléans, Newport News, Norfolk, Oklahoma City, Omaha, Orlando, Panama City, Pensacola, Philadelphie, Pittsburgh, Portland, Providence, Raleigh/Durham, Richmond, Roanoke, Rochester, San Antonio, Sarasota/Bradenton, Savannah, Shreveport, Sioux Falls, South Bend[Lequel ?], Springfield, Saint-Louis, State College, Syracuse, Tallahassee, Tampa, Toledo, Tri-Cities, Tennessee/Virginia (en), Tulsa, Washington, West Palm Beach, Comté de Westchester, Wichita, Wilkes-Barre et Wilmington.
- International : Fredericton, Halifax, Montréal, Nassau et Toronto.

## Flotte
Sa flotte était constituée, au moment de sa fermeture, de 7 avions Bombardier CRJ-100, 700 et 900 (50 à 76 passagers).

## Accidents et incidents
- Le 8 octobre 1979, le vol 444 Comair, un Piper PA-31-310, reliant l'aéroport de Cincinnati à l'aéroport de Nashville, s'écrase peu après le décollage de Cincinnati. Les huit personnes à bord sont tuées.
- Le 9 janvier 1997, le vol 3272 Comair, un Embraer EMB 120, reliant l'aéroport de Cincinnati à l'aéroport métropolitain de Détroit, s'écrase lors de l'approche de Détroit. Les 29 personnes à bord sont tuées.
- Le 27 août 2006, le vol 5191 Comair, un CRJ-100ER, reliant l'aéroport de Blue Grass (en) (Lexington) à l'aéroport d'Atlanta, s'écrase lors du décollage. L'équipage s'est trompé de piste de décollage. 49 personnes perdent la vie, un seul survivant.